# Ashipa
Ashipa est considéré comme le fondateur de la dynastie des Oba de Lagos. Toutefois, il ne s'agit pas d'un Oba à proprement parler, puisqu'il n'est pas officiellement couronné, mais d'un Oloriogun (bini chef de guerre) qui reçoit la gouvernance de Lagos de la part de l'Oba du Bénin en récompense de ses actes. La datation exacte de sa gouvernance est sujette à question, il règne soit de 1600 à 1630, soit de 1682 à 1716.

## Biographie
Selon la tradition orale bini, Ashipa serait le fils ou petit-fils de l'Oba du Bénin, mais selon la tradition orale à Lagos, ces informations ne sont pas retenues. Il est cependant mentionné comme un prince Awori d'Isheri, village a proximité de Lagos, imposé en tant que chef par les Binis et de lignée royale Ife. Il est récompensé par l'Oba du Bénin Orhogbua par le titre de chef de guerre (oloriogun) pour avoir rapatrié le corps du capitaine de guerre béninois Asheru, probablement ancien chef de Lagos. Ce geste initie la tradition de succession légitime des Obas de Lagos qui doivent enterrer le corps de leur prédécesseur au Bénin, rendre hommage a leur Oba suzerain afin de recevoir sa sanction qui confirme leur position.
Ashipa est alors missionné afin de gouverner Lagos et reçoit, pour sa bonne gestion, les symboles d'autorité qui reconnaissent l'hérédité de cette gouvernance et le statut d'Oba. Durant sa gouvernance, il développe une milice chargée de préserver les intérêts du Bénin à Lagos, dirigée par Eletu Odibo. Il s'agit des premiers chefs de Lagos désignés sous le rang d'Akarigbere,. L'arrivée d'Ashipa, comme roi de Lagos, n'est pas reconnue dans les chefferies voisines, hostiles à l'expansion du royaume du Bénin. Les relations étroites entre la nouvelle dynastie engendrée par Ashipa et la dynastie des Oba du Benin est de type tributaire. Les chefs qui succèdent à Ashipa le sont par hérédité et se présentent sous différents titres royaux : ologun (contraction d'oloriogun) ou eleko. Ce n'est qu'au XIXe siècle que le terme d'Oba de Lagos s'impose.

## Divergences

### Statut de fondateur
Bien que la généalogie dynastique établisse la fondation des Obas de Lagos à Ashipa, cette assertion ne fait pas consensus. Les Lagosiens appartiennent aux Awori, sous-culture Yoruba, et la ville insulaire porte alors le nom d'Eko. Ce n'est qu'près l'arrivée des portugais et des premiers échanges que le nom de Lagos nait, dérivant de Lago de Curamo en portugais. Jusqu'à la fin du XVIe siècle, la ville de Lagos n'est pas mentionnée et l'existence d'un royaume n'est pas attestée. La probable recolonisation de Lagos, afin de profiter du commerce avec les européens, est effectuée depuis le village yoruba d'Isheri, faisant de Lagos la seule cité côtière yoruba. Le premier dirigeant de Lagos référencé est Olofin qui gouverne également dix autres chefferies d'où découle le groupe des dix chefs nommés Idejo qui s'intègre ultérieurement dans le processus de nomination des Obas du Lagos. Lors d'un conflit avec le royaume du Bénin, Olofin est capturé. Il retourne à Lagos en préservant son statut de chef, mais en tant que sujet du Bénin, vers 1550.
Par la suite, Lagos est victime d'une conquête par une armée Bini provenant des chefferies Awori. Elles nomment Ashipa comme chef ou bien il est directement installés sur le trône par l'Oba du Bénin. Il est également probable qu'un conflit de succession entre les chefferies Awori se dissimule derrière la tradition orale. Dans cette hypothèse, Ashipa dirige une faction qui obtient des soutiens locaux. Ce conflit interne serait l'origine de la mort d'Asheru qu'il transporte jusqu'à l'Oba du Bénin pour inhumation, devenant alors roi par conquête.

### Dénomination militaire
Selon Jacob Kehinde Olupona et Terry Rey, il est probable qu'Ashipa ne soit pas le véritable nom, mais le titre militaire donné à l'administrateur de Lagos, à ce moment-là nommée Eko. En effet, Eko est un mot béninois signifiant camp militaire. Le nom Ashipa signifie celui qui ne quitte pas sa terre natale et correspond également à un titre traditionnellement donné aux chefs militaires.

### Datation
La généalogie dynastique défendue par les princes de Lagos établit la fondation dynastique, par Ashipa, vers 1600. Il aurait régné 27 ans et serait mort en 1630. Son fils Ado lui succède jusqu'en 1669. Il s'agit de la datation la plus fréquemment évoquée. Cependant, les historiens soulignent que ces dates suggèrent des règnes très longs entre Ashipa et Adele Ajosun, ce qui semble peu probable. Ils évoquent la possibilité qu'une ou plusieurs successions soient oubliés de la tradition orale. Une confusion tient également lieu entre la date présumée de la fondation d'Eko, et l'arrivée d'Ashipa en tant qu'Oba, situant alors le début de son règne en 1550. Actuellement, les datations et les recherches effectuées au XXe siècle et au XXIe siècle soutiennent une datation plus tardive de 1682 à 1716.